# Behala Airport
Behala Airport (bengali: বেহালা বিমানবন্দর) är en flygplats i Indien.   Den ligger i distriktet South 24 Paraganas och delstaten Västbengalen, i den östra delen av landet, 1 300 km sydost om huvudstaden New Delhi. Behala Airport ligger 5 meter över havet.
Terrängen runt Behala Airport är mycket platt. Runt Behala Airport är det mycket tätbefolkat, med 10 000 invånare per kvadratkilometer. Närmaste större samhälle är Calcutta, 9,7 km nordost om Behala Airport. Runt Behala Airport är det i huvudsak tätbebyggt.